# Künsberg

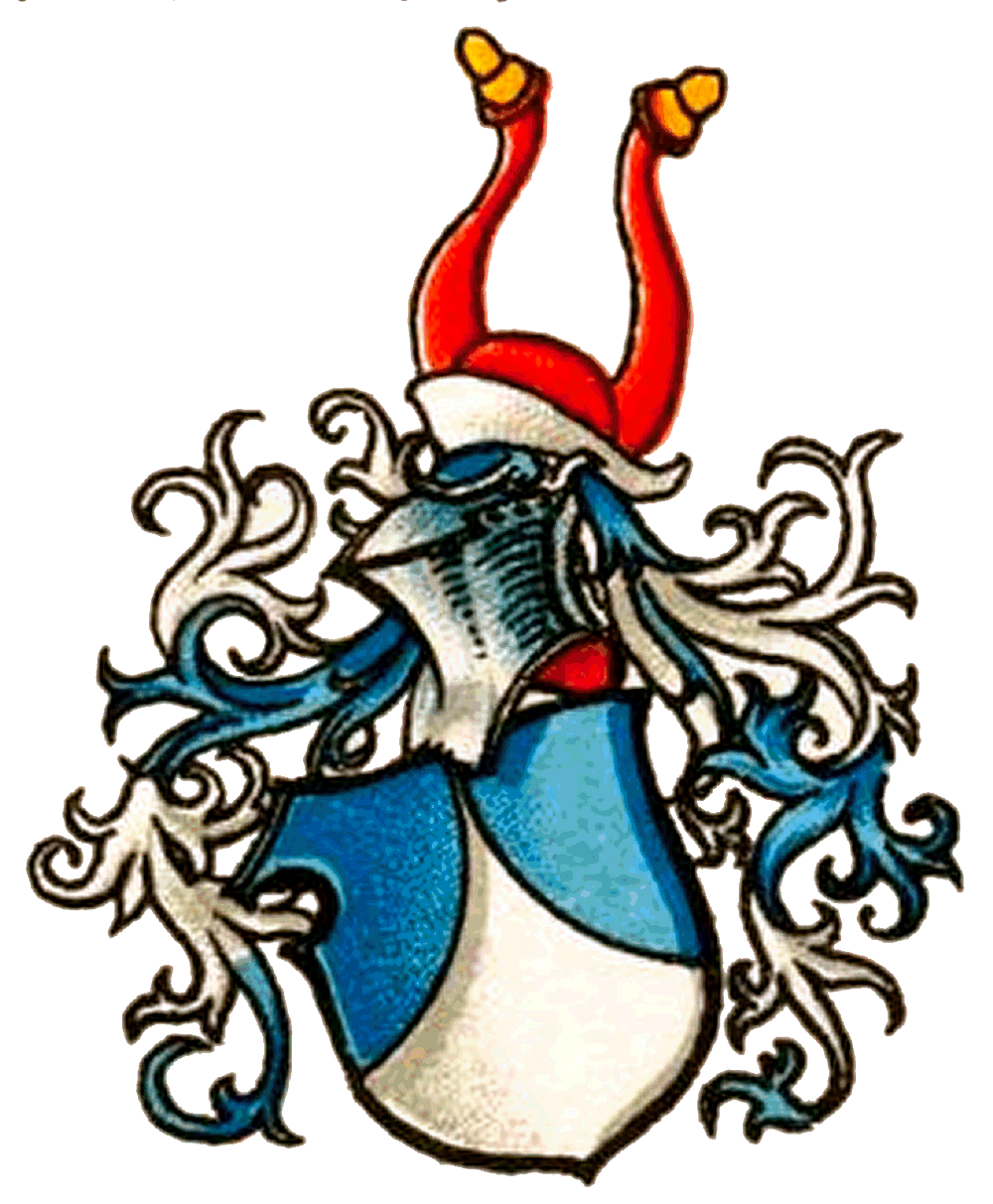
Wappen derer von Künsberg

Künsberg (auch Künßberg und Künssberg) ist der Name eines einflussreichen Rittergeschlechts in Oberfranken, das seine Macht anfangs von seiner Stammburg Kindesberg bei Creußen ausübte.

## Geschichte
Familienangehörige derer von Künsberg nahmen an Kriegszügen teil; unter anderen der Meranier. Weitere Dienstherren waren das Hochstift Bamberg und die Markgrafen von Brandenburg-Kulmbach/-Bayreuth aus dem Hause Hohenzollern. Der Reichsritter Heinrich von Künsberg wurde 1217 als Lehnsnehmer der Staufer in Eger (Cheb) auf der nach ihm benannten Burg Kinsberg im Egerland erwähnt.

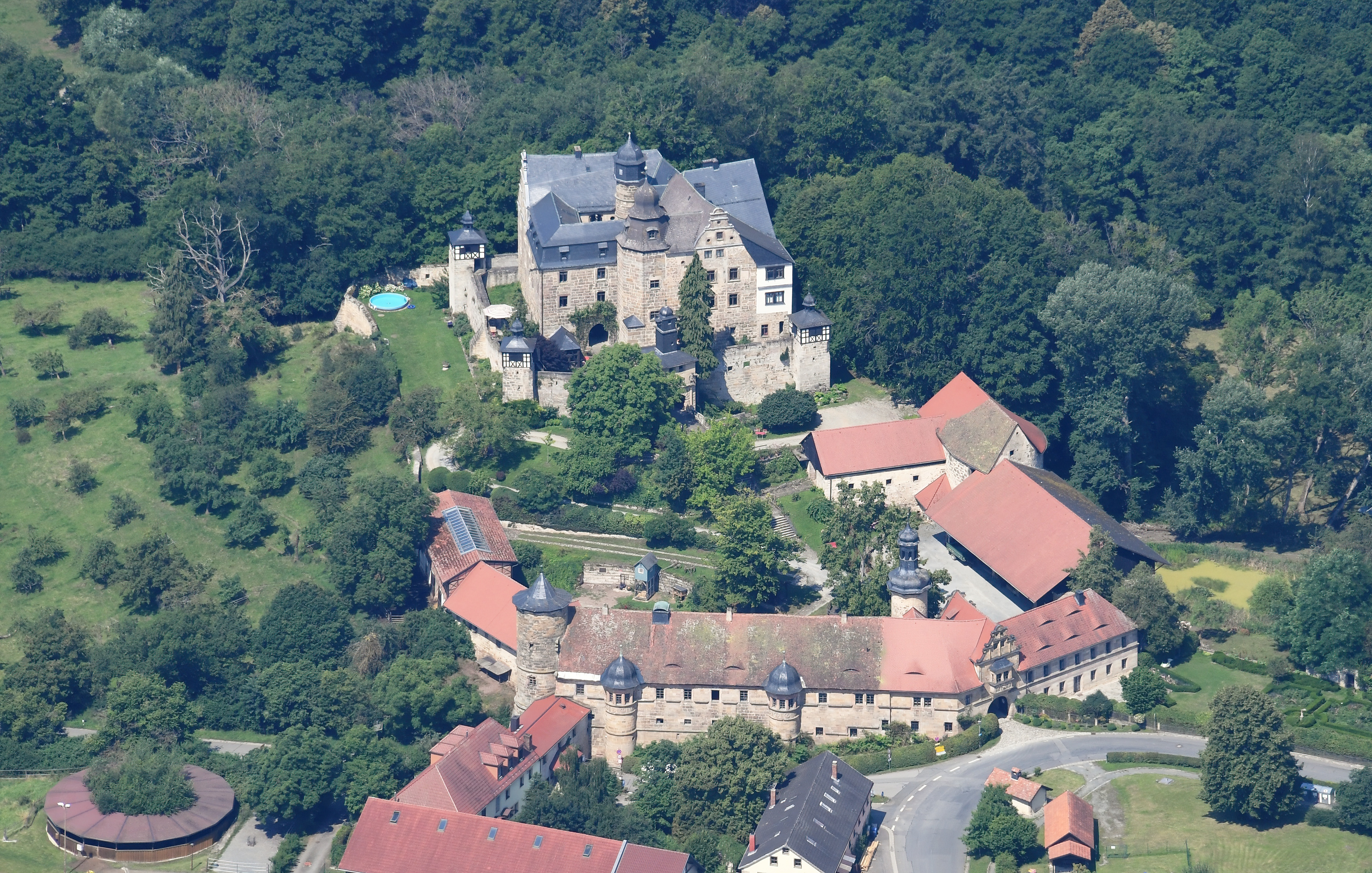
Burg Wernstein, seit vor 1376 im Besitz der Familie

Seit vor 1376 gehörte die Burg Wernstein der Familie. 1623 bekam die Wernsteiner Linie von Christian von Brandenburg-Bayreuth das „Erbmarschallamt oberhalb Gebürg“ des Burggrafentums Nürnberg verliehen. 1690/91 wurde ihr der Freiherrenstand bestätigt.
Weidenberg wurde 1446 erworben und bis 1634/1651 gehalten. Das ca. 1625 erworbene Schloss Oberlangenstadt ist noch im Besitz der Familie. Ab 1565 war das Schloss Thurnau gemeinschaftlicher Besitz mit den Grafen von Giech (bis 1731). Ermreuth war von 1632 bis 1858 im Familienbesitz.
Von 1476 bis 1676 waren acht Mitglieder der Familie Angehörige des Würzburger Domkapitels. Auch im Johanniterorden bekleideten Vertreter der Familie angesehene Stellungen. Bedeutende Vertreter waren der Würzburger Domkapitular und Landrichter des Herzogtums Ostfranken, Georg Heinrich von Künsberg († 1676), und Karl-Dietrich von Künsberg zu Schernau, Kammerherr in Diensten von Kurmainz und Bamberg, Hofrat, Oberstallmeister und Hofmarschall sowie Ritterrat in zwei Ritterkantonen.
Im Zweiten Weltkrieg erbeutete das Sonderkommando Künsberg unter Eberhard von Künsberg (1909–1945) systematisch Kunst in den besetzten Ländern und brachte sie nach Deutschland.

## Personen

### Mittelalter
- Künsberger Ritter im Ritterkanton Gebürg und Ritterkanton Steigerwald
- Ulrich von Kinsberg, Mitglied des Deutschen Ordens in Deutsch Eylau
- Elisabeth von Künsberg (1425–1484), Äbtissin im Kloster Himmelkron und Erbauerin des dortigen Kreuzgangs

### Neuzeit
- Caroline Gräfin von Holnstein (1815–1859) geb. Freiin von Spiering, Geliebte und spätere Ehefrau des Wilhelm Freiherrn von Künsberg-Mandel (1801–1874). Ihre gemeinsamen Kinder Wilhelm, Wilhelmine, Friedrich, Rudolf und Ida wurden erst 1857, nachdem das Paar offiziell in Schwandorf verheiratet war, legitimiert mit dem Namen Künsberg Freiherren von Fronberg. Gräfin Holnsteins Porträt gehört zu den bekanntesten der 36 Porträtmalereien in der Schönheitengalerie von König Ludwig I. im Schloss Nymphenburg.
- Antonietta Cornelia Freifrau von Künßberg, geborene Vetterlein aus Bayreuth, geboren in Münchberg, Ehefrau des Franz Ludwig Friedrich aus der Linie Künsberg-Hain. Ihr Porträt hängt ebenfalls in der Schönheitengalerie im Schloss Nymphenburg.
- Carl Freiherr von Künsberg-Langenstadt, Regierungspräsident von 1849 bis 1863, Ehrenbürger der Stadt Regensburg 1856
- Karoline Wilhelmine von Künsberg, Autorin eines historischen Romans über die Burg Runding
- Sophie von Künsberg (1861–1938), Schriftstellerin, geboren in Karlsbad
- Eberhard von Künßberg (1881–1941), Rechtshistoriker
- Eberhard Freiherr von Künsberg (1909–1945), Kriegsverbrecher, Mitglied der NSDAP und der SS, SS-Hauptamt (Vgl. Sonderkommando Künsberg)
- Heinrich von Künßberg (1801–1862), Jurist, Historiker und Mitglied der Frankfurter Nationalversammlung
- Franz Karl Julius von Künsberg (1813–1873), Major der Landwehr, Offizier à la suite
- Gustav von Künßberg (1826–1895), Verwaltungsjurist, Vorstand des protestantischen Konsistoriums in Bayreuth
- Maximilian von Künsberg Sarre, Unternehmer
- Martina Künsberg Sarre, (* 1976), Politikerin von NEOS – Das Neue Österreich und Liberales Forum (NEOS)

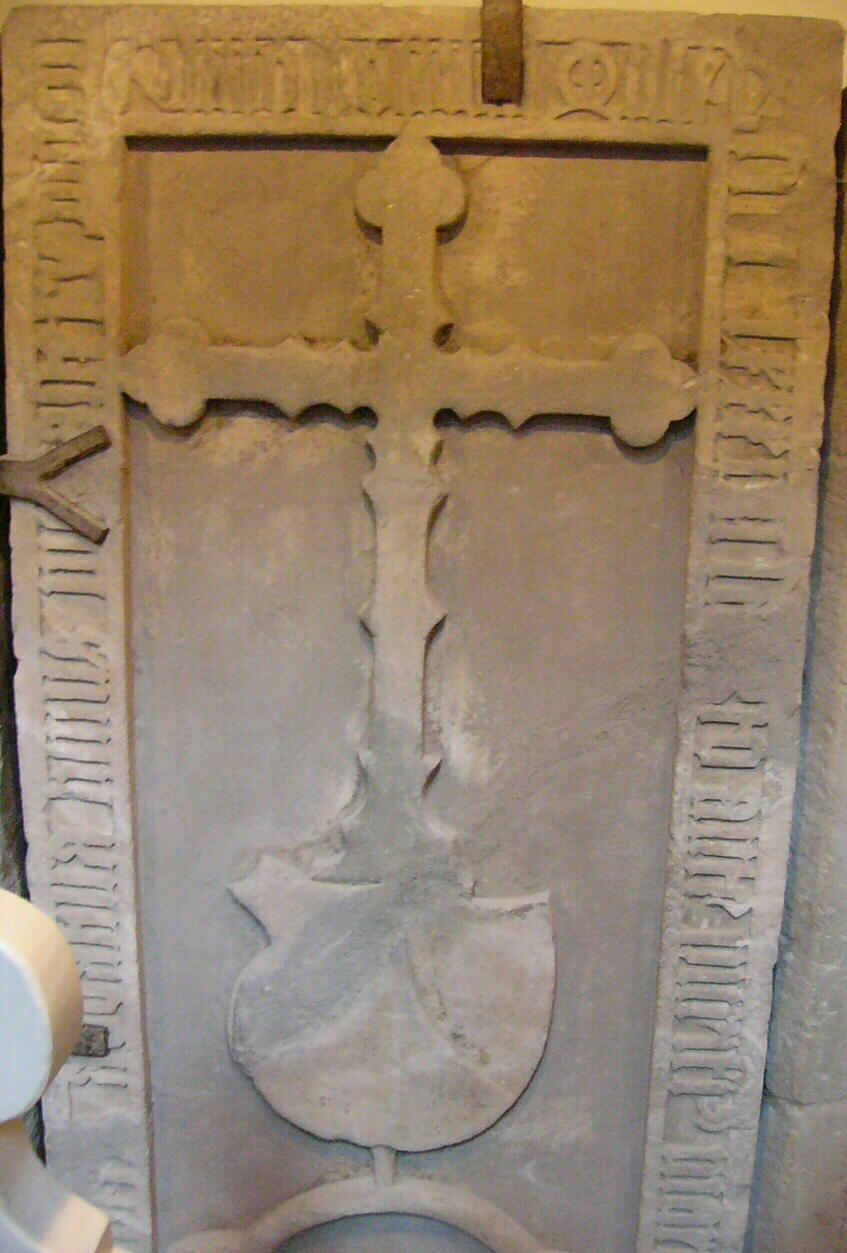
Grabmal der Äbtissin Elisabeth von Künsberg († 1484) im Kloster Himmelkron
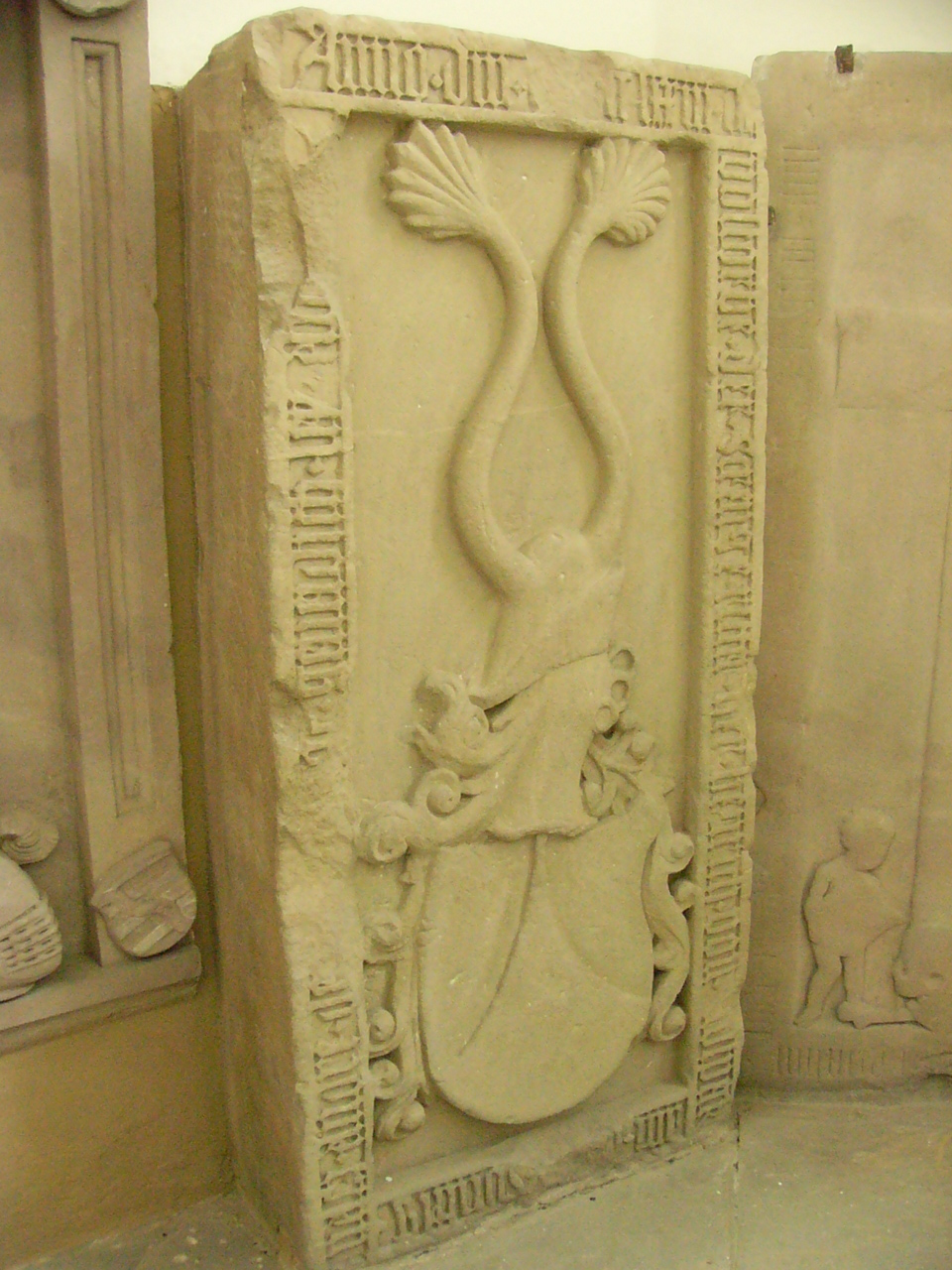
Epitaph eines Ritters von Künsberg in der Klosterkirche Himmelkron
Leutnant Johann Ludwig von Künsberg zu Weidenberg (1625–1659) als Altarfigur in der Friedhofskirche in Weidenberg
Seine Frau Magdalena Barbara von Künsberg (1610–1661)
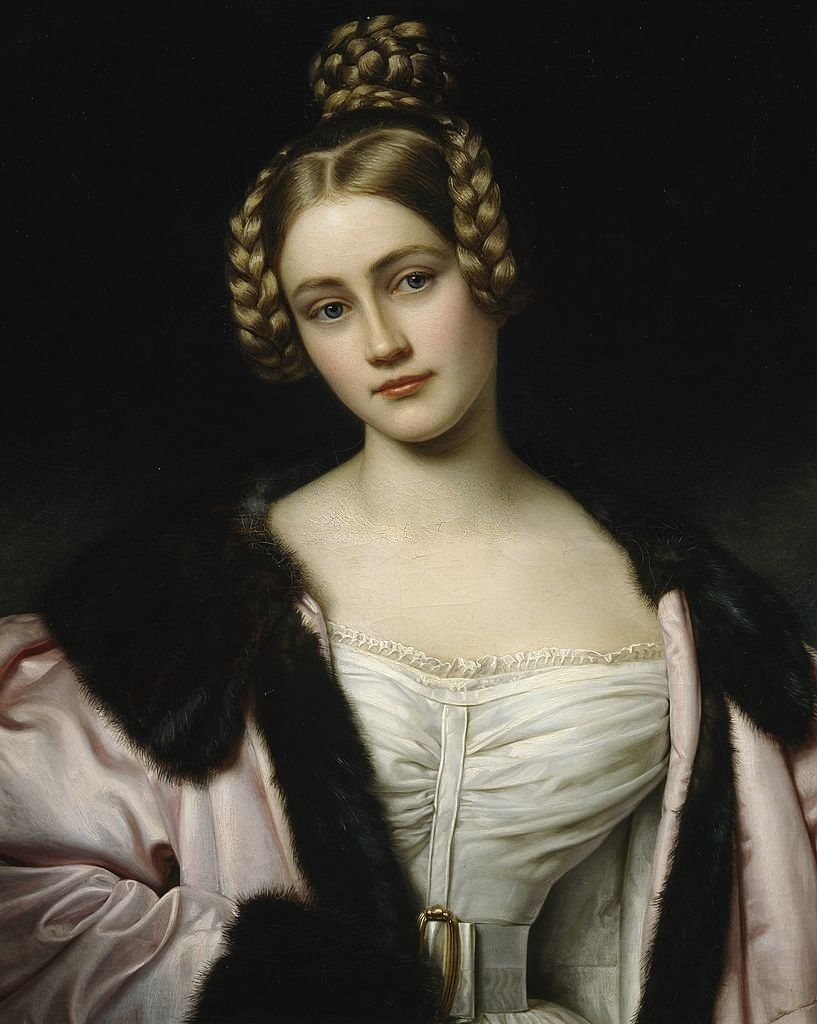
Gräfin Caroline von Holnstein geb. Freiin von Spiering, in zweiter Ehe Freifrau von Künsberg
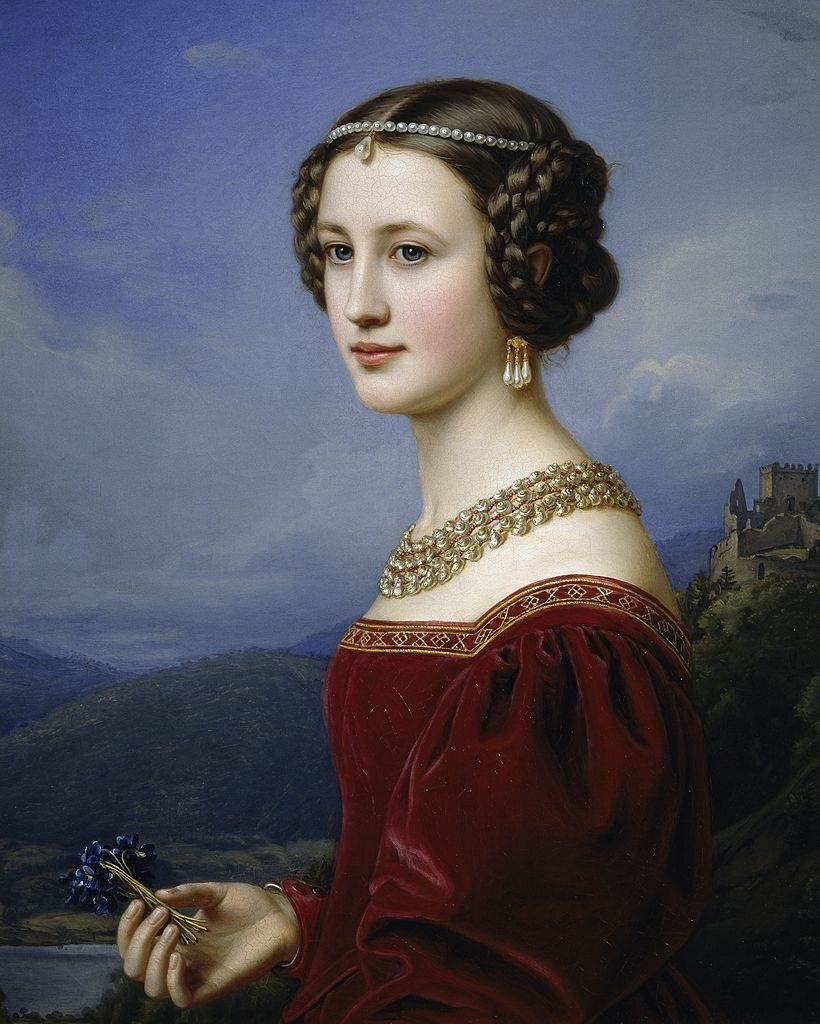
Cornelia Freifrau von Künßberg, geb. Vetterlein

## Besitzungen

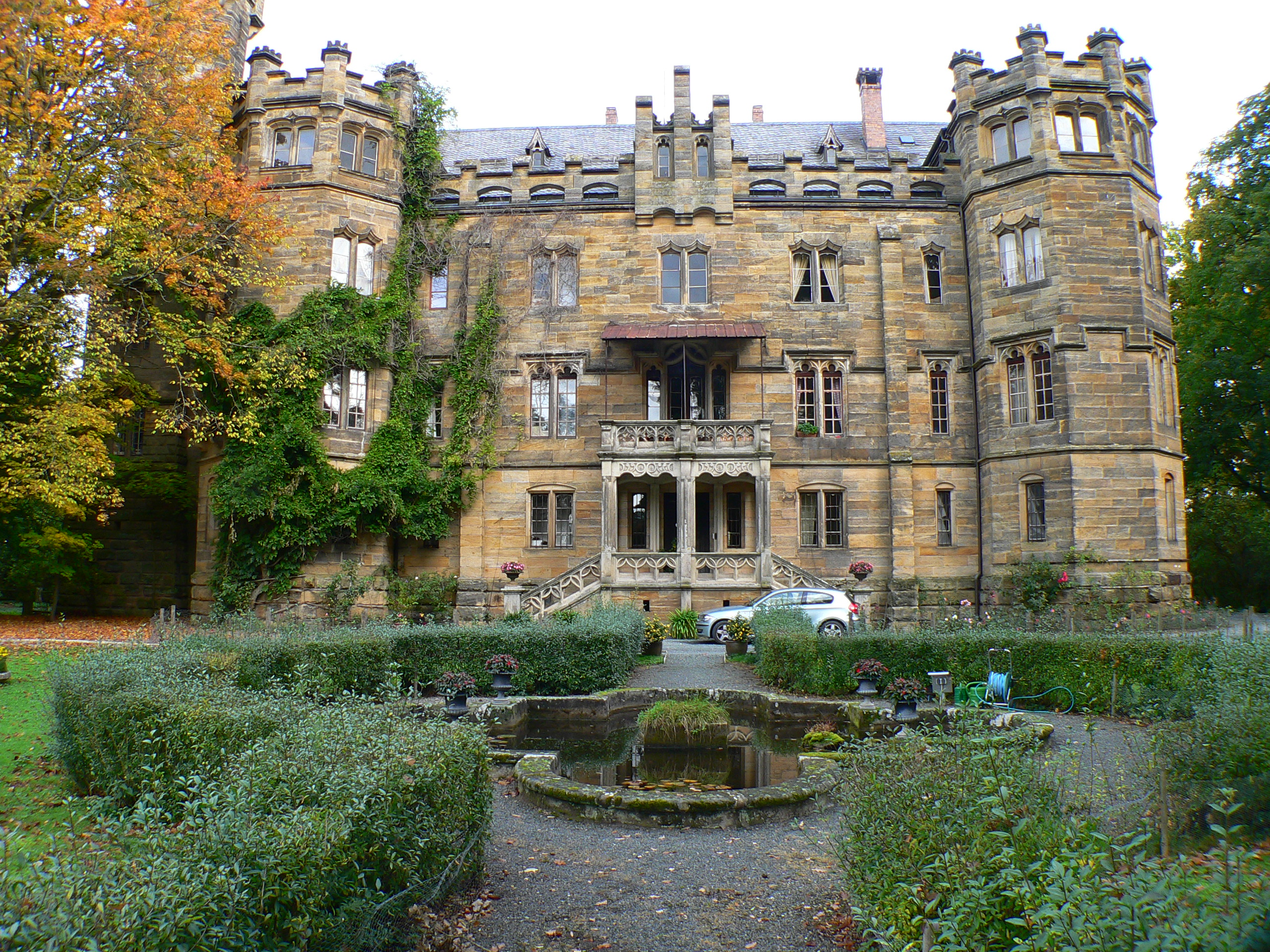
Schloss Oberlangenstadt, seit ca. 1625 bis heute im Besitz der Familie, ab 1862 neu erbaut

- Altenkünsberg (Kindesberg) bei Creußen gilt als ehemaliger Stammsitz der Künsberger
- Schloss Kinsberg im Egerland, um 1217 im Lehnsbesitz der Familie
- Schloss Wernstein (seit vor 1376 bis heute im Familienbesitz)
- Oberes und Unteres Schloss Weidenberg (1446–1634/1651)
- Schloss Thurnau (1565–1731, als gemeinschaftlicher Besitz mit den Grafen von Giech)
- Schloss Oberlangenstadt (seit ca. 1625 im Familienbesitz)
- Schloss Nagel (ab 1625 zusammen mit Oberlangenstadt im Besitz, durch Erbgang an die Familie Vormbrock gefallen)
- Schloss Ermreuth (1632–1858)
- Schloss Schmeilsdorf (1398–1847)
- Wasserschloss Tüschnitz (ab ca. 1626)
- Bremensitz in Nürnberg-Mögeldorf (1668–1684)
- Rittergut Obersteinbach bei Neustadt/Aisch[1][2] (1765–1862)
- Gut Guttenthau (1748–19. Jahrhundert)
- Schloss Fronberg (1837–1875)
- Gut Krummennaab (1865–1897)
- Schloss Charlottenhof (Schwandorf) (1873–1890)

## Wappen
Das Wappen zeigt in Blau eine silberne eingebogene Spitze. Die Helmzier besteht aus einem silbern gestulpten flachen roten Hut, aus dem zwei rote Büffelhörner wachsen, die an der Spitze jeweils mit einer Eichel besteckt sind.
Das Wappen der ehemaligen Gemeinde Oberlangenstadt erinnert ebenfalls an das Geschlecht.

Wappen der Gemeinde Emtmannsberg
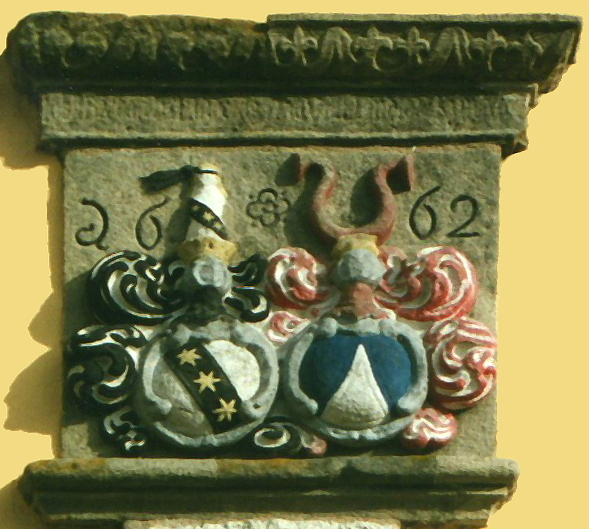
Familienwappen derer von Lindenfels und von Künsberg über dem Torrahmen von Schloss Thumsenreuth
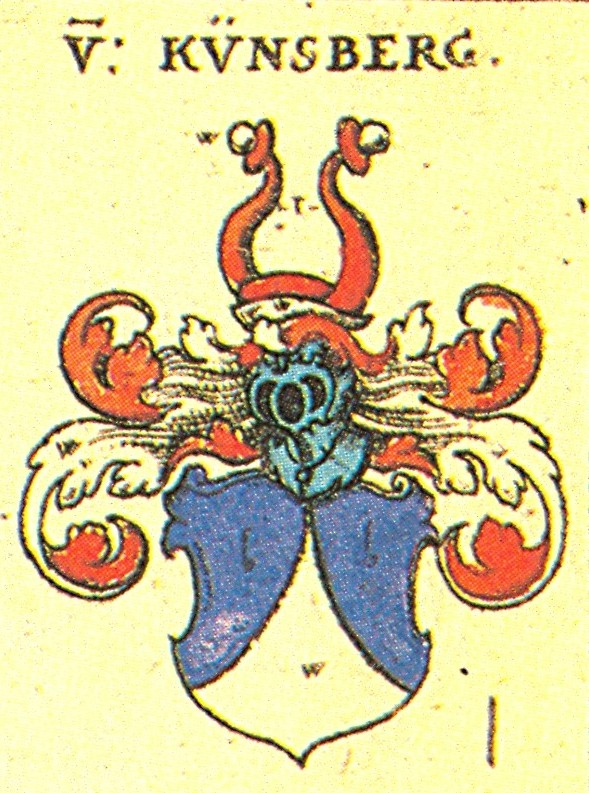
Wappen derer von Künsberg in Siebmachers Wappenbuch
Die von Künsberg im Deutschen Orden: Aufschwörschild in der Nürnberger Jakobskirche
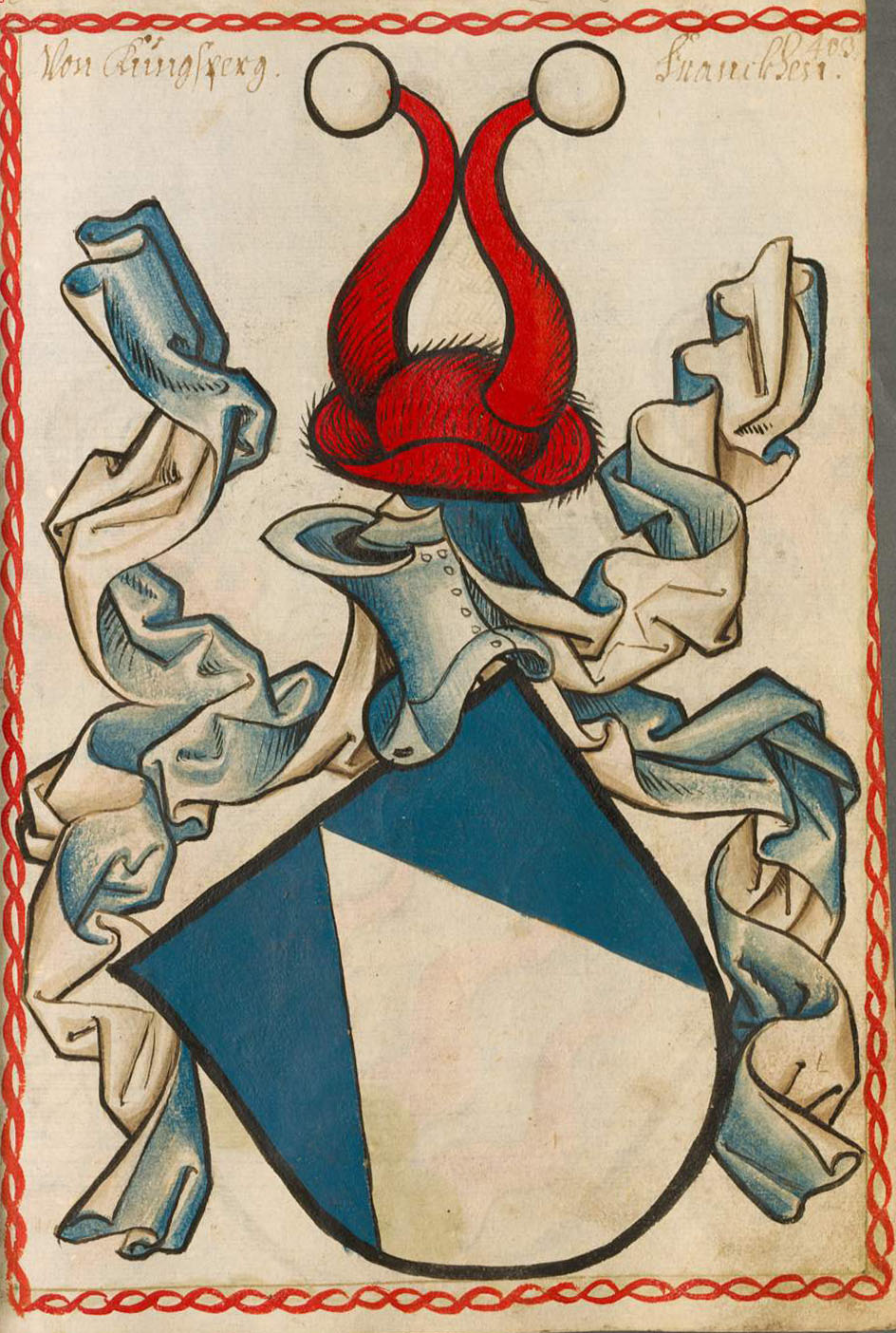
Wappen nach dem Scheibler’schen Wappenbuch
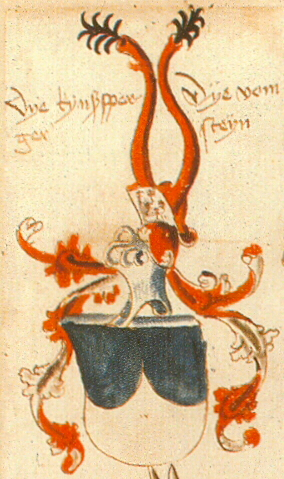
Wappen im Ingeram-Codex
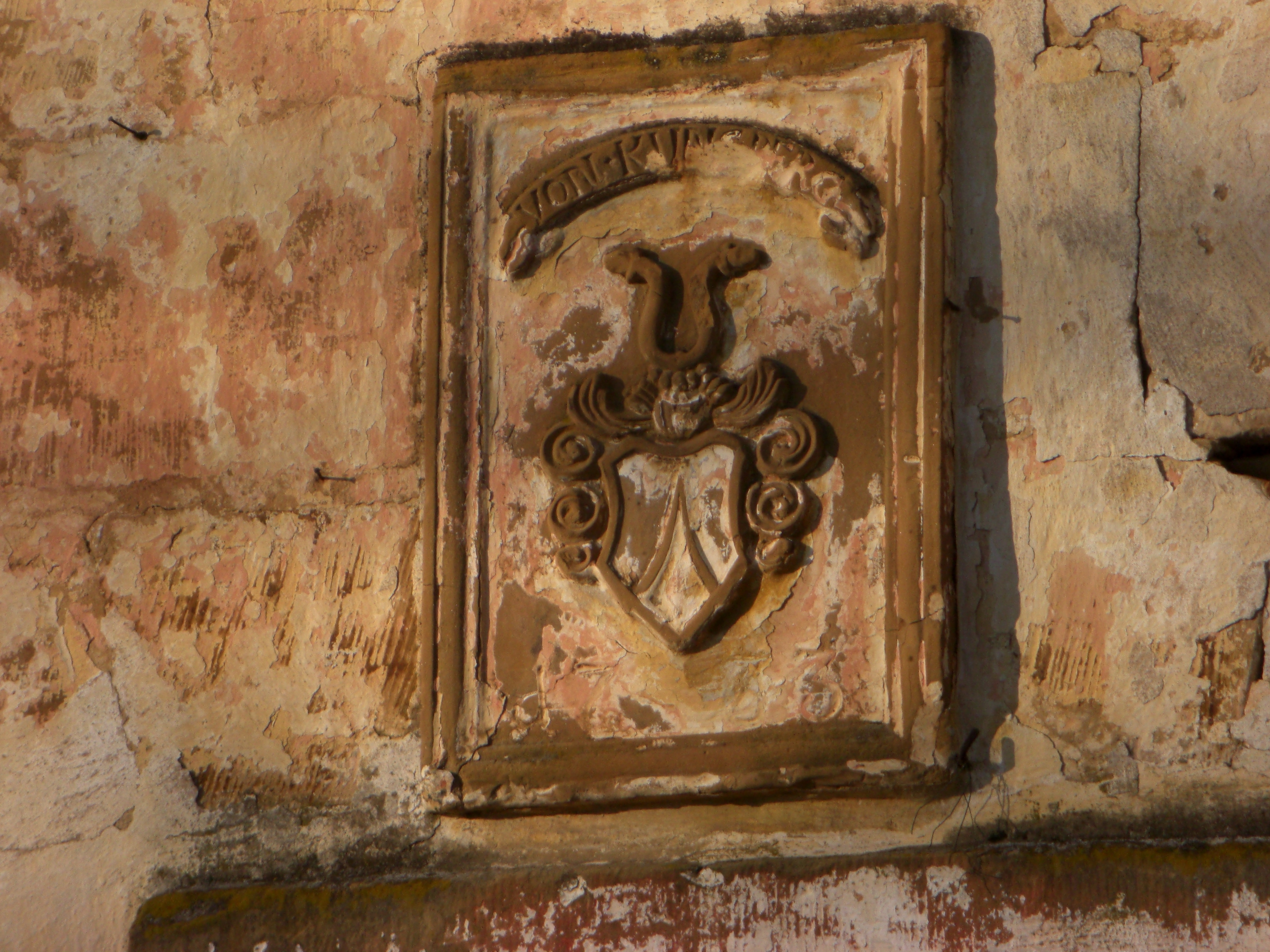
Wappen an einem Nebengebäude in Ermreuth
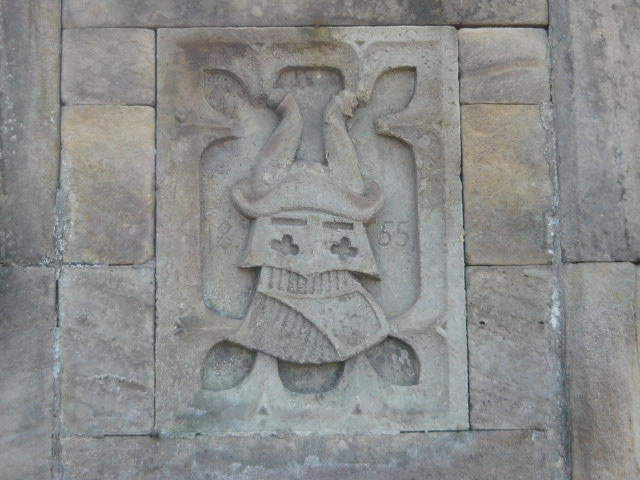
Wappen an der Grabkapelle in Mockersdorf
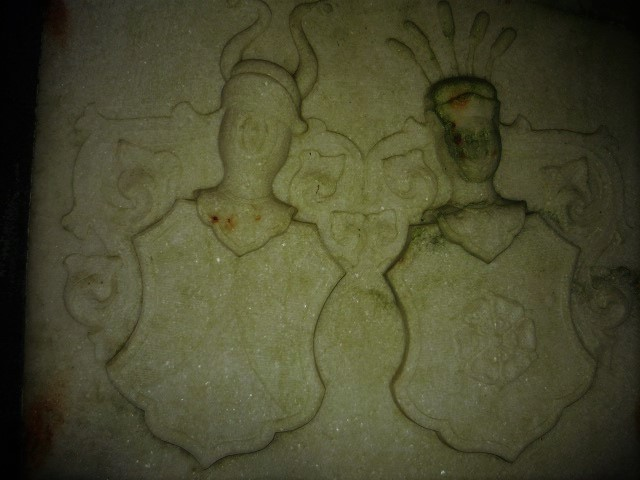
Wappen in der Grabkapelle derer von Künsberg in Mockersdorf